# Mariah Carey Number 1 to Infinity
#1 to Infinity es un álbum recopilatorio de la cantante y compositora estadounidense Mariah Carey, publicado el 18 de mayo de 2015, por las compañías discográficas Epic Records y Columbia Records. Esto se dio luego de que Carey anunció en enero de 2015 una nueva residencia en Caesar's Palace en Las Vegas en el cual interpretaría sus dieciocho sencillos número uno del Billboard Hot 100. Para coincidir con la residencia, Carey decide relanzar #1's con una versión actualizada de sus sencillos número uno. En febrero de 2015, Carey firma con Epic Records junto con L.A. Reid, quien junto con ella produjo el álbum The Enmancipation of Mimi. La llegada de Carey a Epic Records significa el regreso de la artista a Sony Music, con quien lanzó sus primeros trabajos discográficos.

## Antecedentes y desarrollo
En 2014, Carey lanza el disco Me. I Am Mariah... The Elusive Chanteuse, bajo la discográfica Def Jam. Fue el disco menos vendido de Carey en Estados Unidos hasta ese momento. También fue el último trabajo lanzado con Universal Music Group (sello que trabajó con Carey desde 2002). Luego de esto, en enero de 2015, Carey anuncia que hará una residencia en The Collosseum at Caesar's Palace en la cual interpretaría todos sus dieciocho sencillos número uno. En febrero de ese año, se reúne con L.A. Reid (quien fue coproductor ejecutivo del disco The Enmancipation of Mimi) y firma con Epic Records, discográfica perteneciente a Sony Music. Esto significó el regreso de Carey a Sony, quienes trabajaron sus primeros álbumes. #1 to Infinity se convierte en el primer álbum en lanzarse con Sony Music después de su séptimo álbum Rainbow.

## Contenido
#1 to Infinity es una nueva edición de su primer recopilatorio #1's y contiene sus dieciocho sencillos número uno en Estados Unidos, y se incluyen en esta edición los sencillos "Heartbreaker", "Thank God I Found You" , "We Belong Together", "Don't Forget About Us" y "Touch My Body" , así también como un nuevo sencillo, titulado "Infinity". 
Para la edición internacional del disco, "Someday", "I Don't Wanna Cry" y "Thank God I Found You" fueron reemplazados por "Without You" (número 1 en Reino Unido, Nueva Zelanda y varios países europeos), "Endless Love" (número 1 en Nueva Zelanda) y "Against All Odds" (número 1 en Reino Unido). 
Para la edición japonesa del disco, "Thank God I Found You" fue reemplazado por su exitoso sencillo navideño "All I Want For Christmas Is You".
Para el contenido del disco, Carey decide cambiar la versión original de "Someday" por la versión acústica que interpretó en el disco MTV Unplugged; de igual forma, la artista decide cambiar la versión original de "Fantasy" por el remix con Ol' Dirty Bastard.

## Sencillos
Para #1 to Infinity, el único nuevo sencillo grabado para el disco es Infinity. Tuvo una recepción comercial moderada, logrando llegar al top 20 de España, al top 30 de Hungría y al top 50 de Japón. Logró ingresar al Billboard Hot 100 llegando al número 82.

## Promoción
Para promover el álbum, Carey a pesar de interpretar "Infinity" en su residencia en Las Vegas, también hizo una serie de apariciones en programas de televisión como Jimmy Kimmel Live! y Live! with Kelly and Michael, y en entregas de premios como los Billboard Music Awards de 2015. Carey interpretó durante esas apariciones un medley que incluía su primer sencillo "Vision of Love", seguido de "Infinity".

## Recepción comercial
Las ventas de #1 to Infinity fueron moderadas, lo cual no llegó a ser un éxito masivo como su primera recopilación #1's. En los Estados Unidos, debutó en el número 29 del Billboard 200, siendo el tercer álbum de Carey que no llega al top 10 de la lista, después de Greatest Hits (2001) y The Remixes (2003). Llegó al número 2 en la lista Billboard Top R&B/Hip-Hop Albums. Sin embargo logra el top 10 en Reino Unido y Corea del Sur; y el top 20 en Japón y Australia.

## Posicionamiento en listas

### Semanales
| Lista (2015)                               | Máxima posición |
| ------------------------------------------ | --------------- |
| Australia (ARIA)                           | 18              |
| Australia (ARIA Urban)                     | 2               |
| Bélgica (Ultratop Flandes)                 | 57              |
| Bélgica (Ultratop Valonia)                 | 56              |
| Corea del Sur (Gaon)                       | 7               |
| Corea del Sur (Gaon International)         | 1               |
| Escocia (OCC)                              | 21              |
| España (PROMUSICAE)                        | 21              |
| Estados Unidos (Billboard 200)             | 29              |
| Estados Unidos (Billboard Top R&B/Hip-Hop) | 2               |
| Francia (SNEP)                             | 132             |
| Hungría (MAHASZ)                           | 32              |
| Irlanda (IRMA)                             | 52              |
| Italia (FIMI)                              | 29              |
| Japón (Oricon)                             | 19              |
| Nueva Zelanda (RMNZ)                       | 25              |
| Países Bajos (Album Top 100)               | 44              |
| Reino Unido (OCC)                          | 8               |
| Reino Unido R&B (OCC)                      | 1               |
| Suiza (Schweizer Hitparade)                | 49              |

### Fin de año
| Lista (2015)                               | Máxima posición |
| ------------------------------------------ | --------------- |
| Estados Unidos (Billboard Top R&B/Hip-Hop) | 82              |

- Datos: Q19824814